# Rhodes (Musiker)
David Rhodes (* 1990), meist nur Rhodes genannt, ist ein britischer Musiker aus Hitchin in Hertfordshire.

## Karriere
David Rhodes war ungefähr 11 Jahre alt, als er mit dem Gitarrespielen begann. Lange übte er nur das Nachspielen anderer Musiker, bevor er mit 23 Jahren eine musikalische Karriere mit eigener Musik begann. Seine erste Veröffentlichung war die EP Raise Your Love, bei der Charlie Fink, der Sänger von Noah and the Whale, mithalf. Daneben war er als Support Act von Musikern wie Laura Marling, Rufus Wainwright und London Grammar unterwegs. Die Produzenten der letztgenannten Band waren auch bei seiner zweiten EP Morning beteiligt.
Zwei weitere EPs folgten, bevor er im Sommer 2015 mit der Single Close Your Eyes einen ersten Charterfolg in seiner Heimat hatte. Die Single war ein Vorläufer zu seinem Debütalbum Wishes, das im Herbst desselben Jahres erschien. Darauf war auch ein Duett mit der Sängerin Birdy, das europaweit ein kleinerer Hit wurde. Besonders erfolgreich war das gemeinsame Lied Let It All Go in der Schweiz, wo es mit Gold ausgezeichnet wurde. Das Album kam neben Großbritannien und der Schweiz auch in Deutschland in die Charts.

## Diskografie
Alben
- 2015: Wishes

EPs
- 2013: Raise Your Love
- 2014: Morning
- 2014: Home
- 2015: Turning Back Around
- 2015: Live for Burberry

Lieder
- 2014: Raise Your Love (live)
- 2015: Close Your Eyes
- 2015: Let It All Go (mit Birdy)
- 2016: Your Soul (Holding On) (vs. Felix Jaehn)
- 2017: Sleep Is a Rose
- 2018: H.O.L.Y. (mit Alle Farben)
- 2020: This Shouldn’t Work
- 2020: Love You Sober